# Blytjärnen
Blytjärnen är en sjö i Robertsfors kommun i Västerbotten och ingår i Rickleåns huvudavrinningsområde.